# Dierama elatum
Dierama elatum är en irisväxtart som beskrevs av Nicholas Edward Brown. Dierama elatum ingår i släktet Dierama och familjen irisväxter. Inga underarter finns listade i Catalogue of Life.